# DN79A
DN79A este un drum național din România, aflat în totalitate în județul Arad. Acesta leagă DN76, în zona nord-estică a județului, de punctul de frontieră Vărșand, la granița cu Ungaria. Începe la intersecția cu DN76, în localitatea Vârfurile, și urmează cursul râului Crișul Alb. Finalul traseului este punctul de trecere a frontierei de la Vărșand, unde drumul continuă pe teritoriul Ungariei către Gyula.

## Localități tranzitate
- Vârfurile
- Pleșcuța
- Gurahonț
- Almaș
- Buteni
- Bârsa
- Bocsig
- Ineu
- Șicula
- Sintea Mare
- Chișineu-Criș
- Socodor
- Pilu
- Vărșand